# Любимовка (Тоцький район)
Люби́мовка (рос. Любимовка) — селище у складі Тоцького району Оренбурзької області, Росія.

## Населення
Населення — 207 осіб (2010; 266 у 2002).
Національний склад (станом на 2002 рік):
- росіяни — 75 %